# PSI
PSI (акронім Portuguese Stock Index) -  бенчмарковий фондовий індекс компаній, які котируються на Euronext Lisbon, головній фондовій біржі Португалії. Індекс відстежує ціни акцій компаній з найбільшою ринковою капіталізацією та обігом акцій в індексі PSI Geral, шо представляє загальний фондовий ринок Лісабонської біржі. Це один з основних національних індексів загальноєвропейської біржової групи Euronext поряд з Брюссельським BEL20, CAC 40 у Парижі та AEX в Амстердамі. До 12 серпня 2021 індекс називався PSI-20.

## Історія

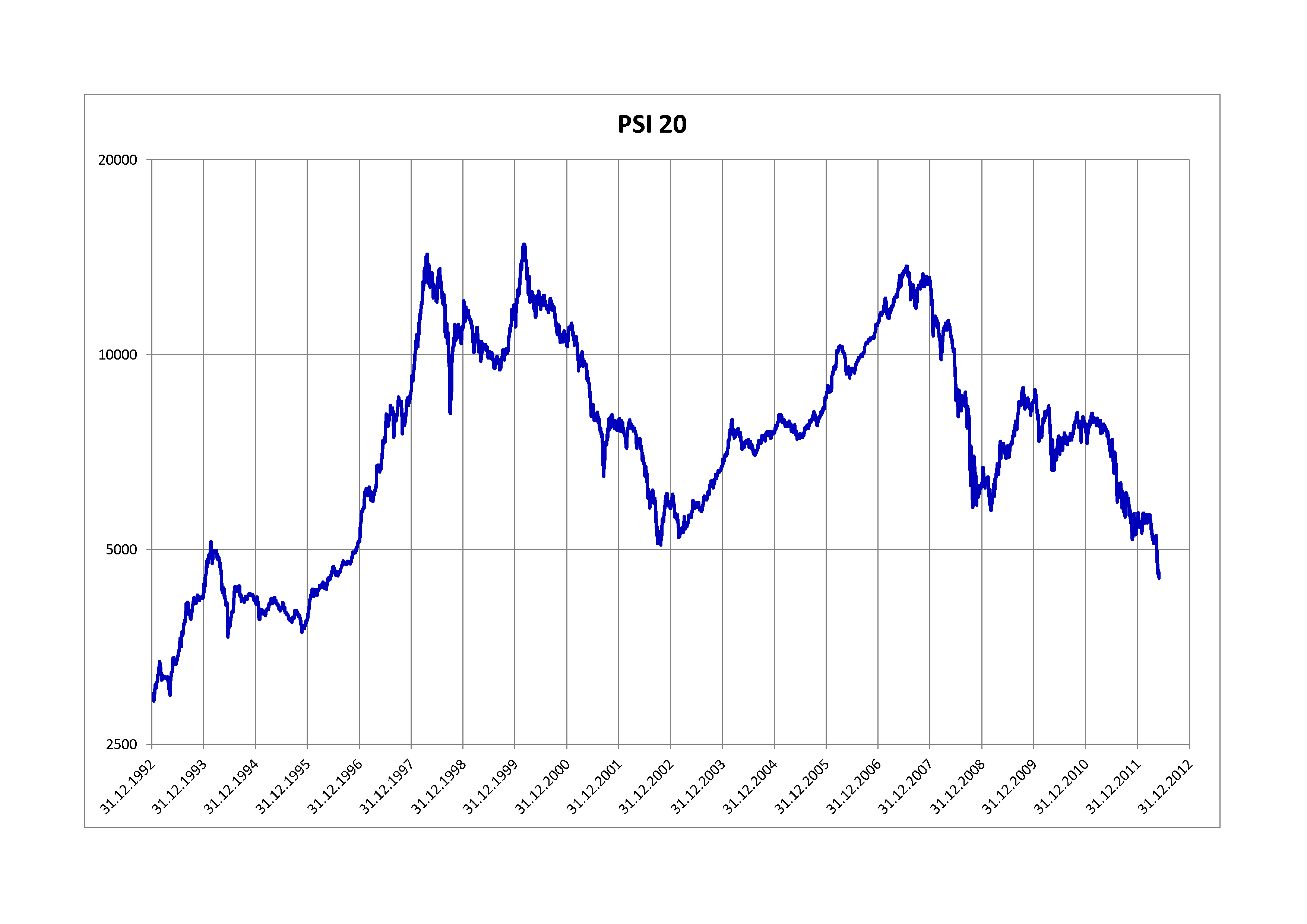
Розвиток ціни PSI-20 між 1992 та 2012 роками

PSI-20 було започатковано 31 грудня 1992 року з базовим значенням 3 000 індексних пунктів. Індекс зазнав значно більшої волатильності, ніж основні світові фінансові ринки в період з 1998 по 2000 рік, викликаний невизначеністю на світових ринках, що розвиваються: за різким зростанням вартості PSI-20 більш ніж на 50% за перші чотири місяці 1998 року послідував спад аналогічної величини в період з липня по жовтень того ж року. Ще один сплеск цін, що виник наприкінці 1999 року, сягнув піку з найвищим значенням індексу на сьогоднішній день, 14 822,59, встановленим 3 березня 2000 року. Подальша динаміка португальського ринку блакитних фішок в цілому слідувала тенденціям, встановленим іншими індексами західного світу, падаючи після розпаду бульбашки доткомів, перш ніж значно відновитися, починаючи з 2003 року.

## Щорічні прибутки
Наступна таблиця показує щорічні прибутки індексу PSI з 1992 року.
| Рік  | Рівень закриття | Зміна індексу в балах | Зміна індексу в % |
| ---- | --------------- | --------------------- | ----------------- |
| 1992 | 3,000.00        |                       |                   |
| 1993 | 4,288.09        | 1,288.09              | 42.94             |
| 1994 | 4,157.25        | −130.84               | −3.05             |
| 1995 | 3,896.24        | −261.01               | −6.28             |
| 1996 | 5,146.33        | 1,250.09              | 32.08             |
| 1997 | 8,803.50        | 3,657.17              | 71.06             |
| 1998 | 10,998.92       | 2,195.42              | 24.94             |
| 1999 | 11,960.51       | 961.59                | 8.74              |
| 2000 | 10,404.09       | −1,556.42             | −13.01            |
| 2001 | 7,831.49        | −2,572.60             | −24.73            |
| 2002 | 5,824.70        | −2,006.79             | −25.62            |
| 2003 | 6,747.41        | 922.71                | 15.84             |
| 2004 | 7,600.16        | 852.75                | 12.64             |
| 2005 | 8,618.67        | 1,018.51              | 13.40             |
| 2006 | 11,197.59       | 2,578.92              | 29.92             |
| 2007 | 13,019.36       | 1,821.77              | 16.27             |
| 2008 | 6,341.34        | −6,678.02             | −51.29            |
| 2009 | 8,463.85        | 2,122.51              | 33.47             |
| 2010 | 7,588.31        | −875.54               | −10.34            |
| 2011 | 5,494.27        | −2,094.04             | −27.60            |
| 2012 | 5,655.15        | 160.88                | 2.93              |
| 2013 | 6,558.85        | 903.70                | 15.98             |
| 2014 | 4,798.99        | −1,759.86             | −26.83            |
| 2015 | 5,317.67        | 518.68                | 10.81             |
| 2016 | 4,679.20        | −638.47               | −12.01            |
| 2017 | 5,388.33        | 709.13                | 15.15             |
| 2018 | 4,731.47        | −656.86               | −12.19            |
| 2019 | 5,214.14        | 482.67                | 10.20             |
| 2020 | 4,898.36        | −315.78               | −6.06             |
| 2022 | 5,726.11        | 156.63                | 2.81              |
| 2023 | 6,396.48        | 670.37                | 11.71             |

## Складові індексу
Індекс складається з ціх компаній станом на 30 вересня 2024 року:
| Компанія                    | Галузь                                                  | Тикер | Вага (%) |
| --------------------------- | ------------------------------------------------------- | ----- | -------- |
| Altri                       | Основні матеріали                                       | ALTR  | 2,25     |
| Banco Comercial Português   | Банки                                                   | BCP   | 16,38    |
| Corticeira Amorim           | Промислові товари та послуги                            | COR   | 2,57     |
| CTT Correios de Portugal    | Промислові товари та послуги                            | CTT   | 2,43     |
| EDP Renováveis              | Комунальні послуги                                      | EDPR  | 12,52    |
| Energias de Portugal        | Комунальні послуги                                      | EDP   | 13,21    |
| Galp Energia                | Енергетика                                              | GALP  | 12,69    |
| Greenvolt                   | Комунальні послуги                                      | GVOLT | 1,97     |
| Ibersol                     | Подорожі та відпочинок                                  | IBS   | 0,89     |
| Jerónimo Martins            | Засоби особистої гігієни, аптеки та продуктові магазини | JMT   | 10,16    |
| Mota-Engil                  | Будівництво та матеріали                                | EGL   | 1,43     |
| NOS                         | Телекомунікації                                         | NOS   | 4,11     |
| Redes Energéticas Nacionais | Комунальні послуги                                      | RENE  | 6,45     |
| Semapa                      | Основні матеріали                                       | SEM   | 1,71     |
| Sonae                       | Магазини особистої гігієни, ліки та продукти            | SON   | 5,52     |
| The Navigator Company       | Основні матеріали                                       | NVG   | 5,72     |